# Citroën Nemo
De Citroën Nemo is een kleine bestelwagen die ontstaan is uit een joint venture tussen PSA, Fiat en Tofaş. Deze auto is ook leverbaar als Peugeot Bipper en Fiat Fiorino, allen gebaseerd op de bodemgroep van de Fiat Grande Punto. Het model is onder de Citroën Berlingo gepositioneerd. De Nemo wordt ook als personenversie geleverd onder de naam Nemo Multispace (de Fiat-equivalent hiervan wordt als Fiat Qubo op de markt gebracht). De Nemo wordt naast de Peugeot Bipper en de Fiat Fiorino/Qubo bij Tofaş in Bursa, Turkije gebouwd.